# Alexandre Villaplane
Alexandre Villaplane (Algír, Algéria, 1905. szeptember 12. – Arcueil, 1944. december 26.) francia labdarúgóközéppályás. A második világháborúban kivégezték, mivel együttműködött a nácikkal.
A francia válogatott tagjaként részt vett az 1930-as világbajnokságon.